# Ádám Bogdán
Ádám Bogdán (Budapeste, 27 de setembro de 1987) é um futebolista húngaro que atua como goleiro. Atualmente joga pelo Ferencváros e também a seleção húngara.

## Clubes
Bogdán começou sua carreira pelo Vasas, que na época jogava a Nemzeti Bajnokság I (primeira divisão). Em 2006, foi emprestado ao Vecsés, e conseguiu impressionar os olheiros do Bolton com suas atuações pelo clube.

### Bolton Wanderers
Ele assinou um contrato de dois anos pelo Bolton Wanderers no dia 1 de agosto de 2007. Em 2009, teve seu contrato estendido até junho de 2011.
Em setembro de 2009, Bogdán assinou pelo Crewe Alexandra, num empréstimo com duração de um mês. Estreou pela equipe no dia 29 do mesmo mês, numa derrota por 3 a 2 contra o Bury, onde cometeu um erro que custou a derrota.
Sua primeira partida pelo Bolton foi numa vitória por 1 a 0 sobre o Southampton, em 24 de agosto de 2010. 5 dias depois, fez sua estreia pela Premier League como substituto de Jussi Jääskeläinen, que havia sido expulso por conduta antidesportiva, aos 37 minutos do primeiro tempo do jogo contra o Birmingham City.
Em 31 de março de 2011, teve seu contrato estendido novamente, desta vez por mais três anos.
Na temporada 2011–12, Bogdán conseguiu mais tempo de jogo, depois que Jääskeläinen sofreu uma contusão durante os seus jogos pela seleção finlandesa. Mas, em seu primeiro jogo, em 2 de outubro, acabou tomando cingo gols contra o Chelsea e Jääskeläinen retornou ao posto de titular. Três meses depois, depois de outra contusão do finlandês, Bodgán retornou para o jogo contra o Everton no qual concedeu um gol a uma distância de 102 metros, marcado por Tim Howard, estando dentro da sua própria área na vitória por 2 a 1 no Goodison Park.
Em 14 de janeiro de 2012, Bogdán conseguiu agarrar um pênalti cobrado por Wayne Rooney na derrota por 3 a 0 contra o Manchester United no Old Trafford.
No entanto, teve boas performances durante a ausência de Jääskeläinen e quando este voltou da contusão, Bogdán conseguiu assegurar o posto para a partida contra o Arsenal, na qual conseguiu não tomar nenhum gol.
Bogdán foi selecionado para o "Time da Semana" do BBC Sport em 11 de março de 2012 e em 1 de abril de 2012, depois das vitórias da sua equipe contra Queens Park Rangers e Wolverhampton, respectivamente.
Em 14 de maio de 2012, durante o jantar de fim de temporada do Bolton Wanderers, Bogdán foi nomeado o Jogador do Ano do clube, prêmio esse que é votado pelos torcedores. Bogdán disse que "ficou meio confuso" depois de receber o prêmio por causa do empate contra o Stoke City que havia resultado no rebaixamento da equipe para a Championship.
Assinou outra extensão ao seu contrato em 29 de novembro de 2012, na qual seu contrato duraria até julho de 2015. Durante a temporada 2014–15, só fez 10 jogos, depois de perder a titularidade para Andy Lonergan.

### Liverpool
Em 12 de junho de 2015, foi confirmado que Bogdán assinaria pelo Liverpool numa transferência livre no dia 1 de julho, dia em que seu contrato expirava. No dia 23 de setembro, estreou pelo clube, na partida contra o Carlisle United, pela Copa da Liga Inglesa. Durante as cobranças de pênalti, salvou três, fazendo com que sua equipe vencesse por 3 a 2 (1 a 1 no tempo regulamentar).

## Seleção nacional
Em outubro de 2008 Bogdán foi chamado pela primeira vez, mas ficou apenas no banco na vitória por 1 a 0 contra Malta. Três anos depois, em julho de 2011, estreou pela seleção na vitória por 1 a 0 sobre Luxemburgo.[carece de fontes?] Em 2012, recebeu o prêmio de Futebolista Húngaro do Ano. Em 11 de outubro de 2013, ele foi o goleiro da derrota recorde da Hungria, 8 gols tomados a 1 contra a Holanda no Amsterdam Arena num jogo das eliminatórias para a Copa do Mundo de 2014.

## Títulos

### Individuais
- Futebolista do Ano pelo Bolton Wanderers: 2012[carece de fontes?]
- Futebolista Húngaro do Ano: 2012[carece de fontes?]